# Île Agattu
 (mai 2021).
Si vous disposez d'ouvrages ou d'articles de référence ou si vous connaissez des sites web de qualité traitant du thème abordé ici, merci de compléter l'article en donnant les références utiles à sa vérifiabilité et en les liant à la section « Notes et références ».
L'île Agattu (Angatux̂ en aléoute ; Агатту en russe)  est une île du groupe des Near Islands appartenant aux îles Aléoutiennes en Alaska (États-Unis).
Avec une superficie de 221,59 km2 elle est l'une des plus grandes îles inhabitées des Aléoutiennes.
Le relief de l'île est particulièrement montagneux et recouvert de toundra. Sept grandes colonies d'oiseaux habitent l'île et on estime qu'1 % de la population mondiale des cormorans à faces rouges ainsi que des macareux huppés vient y nicher.